# Gerrhopilus floweri
Gerrhopilus floweri är en ormart som beskrevs av Boulenger 1899. Gerrhopilus floweri ingår i släktet Gerrhopilus och familjen maskormar. Inga underarter finns listade i Catalogue of Life.
Denna orm hittades i Thailand i området kring Bangkok. Den upptäcktes i termitstackar i fruktodlingar. Honor lägger antagligen ägg.
Inget är känt angående populationens storlek och möjliga hot. IUCN kategoriserar arten globalt som otillräckligt studerad.